# طيران الهند الرحلة 182
23 يونيو 1985:أقلعت رحلة طيران الهند رقم 182 من مونتريال إلى مومباي عبر لندن ودلهي ولكن انفجرت قنبلة في الطائرة أثناء تحليقها قبالة السواحل الأيرلندية قرب المحيط الأطلسي مما أدي إلى مقتل جميع الركاب والطاقم البالغ عددهم 329 شخصا علي متن الطائرة وكان هذا أسوء حادث طيران في 1985 ولدي طيران الهند وكانت الطائرة من طراز بوينغ 747.

## معلومات الرحلة
التاريخ:23 يونيو 1985
نوع الحادث:انفجار قنبلة
الموقع:المحيط الأطلسي,أيرلندا
الركاب:323
الطاقم:6
الجرحي:0
الوفيات:329
الناجون:0
النوع:بوينغ 747
المالك:طيران الهند
بداية الرحلة:مطار مونتريال الدولي,مونتريال,كندا
محطة التوقف الأولي:مطار لندن هيثرو,لندن,المملكة المتحدة
محطة التوقف الأخيرة:مطار دلهي الدولي,دلهي,الهند
الوجهة:مطار مومباي الدولي,مومباي,الهند